# К-22
«К-22» (серии XIV, К — «Крейсерская») — советская гвардейская крейсерско-эскадренная дизель-электрическая торпедная подводная лодка (ПЛ) времён Великой Отечественной и Второй мировой войн.
Совершила 8 боевых походов, в разных источниках указывается от 7 до 9 судов, засчитанных как победы К-22. Достоверно потопила два мотобота и один траулер.

## История корабля
Лодка была заложена 5 января 1938 года в Ленинграде, на Заводе N°196 («Судомех»), спущена на воду 3 ноября 1939 года. 15 июля 1940 года вошла в состав Балтийского флота ВС Союза ССР, затем по Беломорско-Балтийскому каналу перешла в город Молотовск, 17 сентября 1941 года зачислена в состав Северного флота, затем 26 октября 1941 года лодка переходит в город Полярный и включается в состав 1-го дивизиона бригады подводных лодок Северного флота. С 1941 по 1943 год активно участвует в Великой Отечественной войне.
19 января 1942 года ПЛ «К-22» атаковала выброшенный в результате шторма на берег транспорт «Мимона», позже выяснилось, что транспорт «Мимона» перевозил 30 000 полушубков, которые предназначались для не подготовленных к зимней войне, в связи с Блицкригом, нацистских охотников (егерей) действовавшего на Мурманском направлении германского горно-стрелкового корпуса «Норвегия». По существу, было сорвано наступление в установленные сроки основной группировки германских войск в Заполярье.
3 апреля 1942 года за мужество и героизм личного состава «К-22» подводная лодка Приказом Народного Комиссара ВМФ ВС Союза ССР удостоена почётного звания «Гвардейская».
9 апреля 1942 года, корабль выполняя свой 4-й боевой поход, оказал помощь подорвавшейся на мине, потерявшей ход и дрейфующей в надводном положении под самодельными парусами ПЛ «Щ-421». «Щ-421» подорвалась 8 апреля в 8 милях к северу от мыса Норд-Кап, занятого противником. После неудачных попыток буксировки, при которых была предпринята попытка использовать даже якорную цепь в качестве буксировочного троса, экипаж «Щ-421» был эвакуирован, а сама лодка потоплена торпедой с «К-22».
3 февраля 1943 года, после учений по отработке согласованности действий с «К-3», «К-22» вышла с ней в совместный боевой поход, 7 февраля 1943 года в 19:00 «К-22» ещё вела радиопереговоры с «К-3», затем акустик на «К-3» зафиксировал четыре громких щелчка, и после этого «К-22» перестала выходить на связь. В качестве гипотез гибели лодки рассматриваются авария и подрыв на мине. Точная причина гибели неизвестна. В официальных источниках записано: «Погибли в море при выполнение боевого задания 20 февраля 1943 года»
В последнем походе на лодке было 77 членов экипажа.

## Потопленные цели

### Артиллерией
- 11.12.1941 — мотобот «Alfar» Т 29 SА (15 брт).
- 11.12.1941 — мотобот «Borgar» F 76 G (15 брт).
- 19.01.1942 — траулер «Вааланд» (106 брт)

### Не подтвердившиеся победы
- 9 декабря 1941 года К-22 безрезультатно обстреляла парусно-мачтовую шхуну «Вейдинг», в некоторых источниках указанную как потопленный транспорт «Вейдиген»[3].
- В некоторых источниках указывается, что немецкий транспорт «Штейнбек» (2184 брт) затонул после подрыва на минах К-22. По уточнённым данным он был ошибочно потоплен немецкой подводной лодкой U-132 9 декабря 1941 года[3].
- Норвежский транспорт «Мимона» (1147 брт), обстрелянный в походе в январе 1942 года, потерпел крушение в районе Берлевога 11 января 1942 года, и К-22 обстреляла его покинутый остов[3]. В том же походе был обстрелян немецкий транспорт «Андромеда», также покинутый после крушения в октябре 1941 года[3].

## Награды
- 3 апреля 1942 года «К-22» Приказом Народного Комиссара ВМФ удостоена почётного звания «Гвардейская».

## Командиры лодки
- гвардии капитан 2 ранга / 1 ранга Котельников, Виктор Николаевич — 13 мая 1941 — 12 октября 1942, затем командир 1 днПЛ брПЛ СФ, погиб 20.02.1943 г. вместе с экипажем «К-22»;
- гвардии капитан 3 ранга Кульбакин, Василий Фёдорович — 12 октября 1942 — 7 февраля 1943[4].